# Еврейское рукописное письмо
Современное евре́йское рукопи́сное письмо́ (ивр. כתב רהוט‎, кетав рахут «плавное письмо») восходит к ашкеназской письменности, которая использовалась, в частности, в Германии и в Польше. В современном Израиле этот шрифт стал общепринятым для рукописного текста.
Сефардские евреи использовали в качестве рукописного другой шрифт - Раши.
В 1713 и 1715 гг. в Амстердаме появилось руководство по ведению дел на иврите, отпечатанное специальным шрифтом без засечек. Рукописное письмо используется для идиша и иврита. В его арсенале, так же, как и у квадратного письма, 22 согласных с пятью конечными формами для букв каф, мем, нун, пе и цади. Гласные не используются.
Еврейское рукописное письмо называется иногда «еврейским курсивным письмом». Это неверно, так как, в отличие от русского курсивного письма или арабского письма, большинство букв еврейского рукописного письма пишется раздельно.

## Другие еврейские образцы письма
- Еврейское квадратное письмо
- Шрифт Раши